# Generalgouverneur
Ein Generalgouverneur ist der oberste Verwaltungsbeamte eines großen Gebietes, insbesondere im kolonialen oder ehemals kolonialem Kontext benutzt.
- Commonwealth Realms: In den unabhängigen Ländern des Commonwealth of Nations, in denen der britische Monarch (Stand: 2022) Staatsoberhaupt ist, wird sein direkter Vertreter als Generalgouverneur bezeichnet. Faktisch aber hat er selbst auf die Auswahl seines Vertreters keinen Einfluss mehr. Der Generalgouverneur wird ihm von den jeweiligen Regierungen vorgeschlagen und dann vom Monarchen nur noch formal bestätigt. In fast allen Commonwealth-Staaten muss es inzwischen ein Einheimischer sein. Der Generalgouverneur nimmt dann an seiner Stelle bzw. in seinem Namen die von den jeweiligen Rechtsordnungen vorgesehenen zeremoniellen und verfassungsrechtlichen Funktionen wahr.

| Realm                          | Beitritt | Artikel                                                                    |
| ------------------------------ | -------- | -------------------------------------------------------------------------- |
| Kanada                         | 1866     | Generalgouverneur von Kanada, Liste der Generalgouverneure Kanadas         |
| Australien                     | 1901     | Generalgouverneur von Australien, Liste der Generalgouverneure Australiens |
| Neuseeland                     | 1917     | Generalgouverneur von Neuseeland, Liste der Generalgouverneure Neuseelands |
| Jamaika                        | 1962     | Liste der Generalgouverneure von Jamaika                                   |
| Bahamas                        | 1973     | Liste der Generalgouverneure der Bahamas                                   |
| Grenada                        | 1974     | Liste der Generalgouverneure von Grenada                                   |
| Papua-Neuguinea                | 1975     | Liste der Generalgouverneure von Papua-Neuguinea                           |
| Salomonen                      | 1978     | Liste der Generalgouverneure der Salomonen                                 |
| Tuvalu                         | 1978     | Liste der Generalgouverneure von Tuvalu                                    |
| St. Lucia                      | 1979     | Liste der Generalgouverneure von St. Lucia                                 |
| St. Vincent und die Grenadinen | 1979     | Liste der Generalgouverneure von St. Vincent und die Grenadinen            |
| Antigua und Barbuda            | 1981     | Liste der Generalgouverneure von Antigua und Barbuda                       |
| Belize                         | 1981     | Generalgouverneur von Belize                                               |
| St. Kitts und Nevis            | 1983     | Liste der Generalgouverneure von St. Kitts und Nevis                       |

- ehemalige Realms:
  - Barbados: Die Generalgouverneure von Barbados amtierten vom 30. November 1966 bis zum 30. November 2021.
  - Ceylon: Die Generalgouverneure des Dominion Ceylon amtierten vom 4. Februar 1948 bis zum 22. Mai 1972.
  - Fidschi: Oberster Vertreter der britischen Krone (1970–1987)
  - Gambia: Die Generalgouverneure von Gambia amtierten vom 18. Februar 1965 bis zum 24. April 1970.
  - Ghana: Die Generalgouverneure von Ghana amtierten vom 6. März 1957 bis zum 1. Juli 1960.
  - Guyana: Die Generalgouverneure von Guyana amtierten vom 26. Mai 1966 bis zum 23. Februar 1970.
  - Indien: Oberster Vertreter der britischen Krone, welcher zusätzlich auch den Titel Vizekönig von Indien führte (1859–1947)
  - Irischer Freistaat: Die Generalgouverneure des Irischen Freistaats amtierten vom 6. Dezember 1922 bis zum 11. Dezember 1936.
  - Kenia: Die Generalgouverneure von Kenia amtierten vom 12. Dezember 1963 bis zum 12. Dezember 1964.
  - Malawi: Die Generalgouverneure von Malawi amtierten vom 6. Juli 1964 bis zum 6. Juli 1966.
  - Malta: Die Generalgouverneure von Malta amtierten vom 21. September 1964 bis zum 13. Dezember 1974.
  - Mauritius: Die Generalgouverneure von Mauritius amtierten vom 12. März 1968 bis zum 12. März 1992.
  - Nigeria: Die Generalgouverneure von Nigeria amtierten vor der Unabhängigkeit vom 1. Oktober 1954 bis zum 1. Oktober 1960 und nach der Unabhängigkeit vom 1. Oktober 1960 bis zum 1. Oktober 1963.
  - Pakistan: Die Generalgouverneure von Pakistan amtierten vom 14. August 1947 bis zum 23. März 1956.
  - Sierra Leone: Die Generalgouverneure von Sierra Leone amtierten vom 27. April 1961 bis zum 27. April 1967 und vom 22. April 1968 bis zum 19. April 1971.
  - Südafrikanische Union: Die Generalgouverneure der Südafrikanischen Union amtierten vom 31. Mai 1910 bis zum 31. Mai 1961.
  - Tanganjika:  Die Generalgouverneure von Tanganjika amtierten vom 9. Dezember 1961 bis zum 9. Dezember 1962.
  - Trinidad und Tobago: Die Generalgouverneure von Trinidad und Tobago amtierten vom 31. August 1962 bis zum 1. August 1976.
  - Uganda: Die Generalgouverneure von Uganda amtierten vom 9. Oktober 1962 bis zum 9. Oktober 1963.

- Britische Generalgouverneure:
  - Anglo-Ägyptischer Sudan: Oberster Vertreter der britischen Krone (1899–1956)
  - Nigeria: siehe oben
  - Westindische Föderation: Die Generalgouverneure der Westindischen Föderation amtierten vom 3. Januar 1958 bis zum 31. Mai 1962.

- Deutsches Reich:
  - 1870 war Friedrich Alexander von Bismarck-Bohlen Generalgouverneur im Elsass, anschließend wurde Graf Alfred von Fabrice 1871 Generalgouverneur im besetzten Frankreich.[1]
  - der oberste Repräsentant des Deutschen Reiches in dem von 1939 bis 1945 im besetzten Polen bestehenden Generalgouvernement. Einziger Generalgouverneur war Hans Frank.
  - in weiteren Gebieten, siehe Generalgouvernement (Begriffsklärung)

- Frankreich: in kolonialen Gebieten, z. B. in den größeren überseeischen Besitzungen Frankreichs, der oberste Verwaltungsbeamte.
- Japanisches Kaiserreich: der oberste Repräsentant Japans im Taiwan unter japanischer Herrschaft (Generalgouverneur von Taiwan) und in Chōsen nach der Annexion Koreas
- Korea: Generalgouverneur Koreas während der japanischen Besetzung zwischen 1910 und 1945.
- Niederlande: Die Generalgouverneure von Niederländisch-Indien amtierten von 1610 bis 1798 im Auftrag der Niederländischen Ostindien-Kompanie, danach bis 1949 im Auftrag des Staates.
- Kaisertum Österreich: Das Königreich Lombardo-Venetien wurde von 1848 bis 1859 von zwei Generalgouverneuren verwaltet: Graf Josef Wenzel Radetzky von Radetz und Erzherzog Maximilian von Österreich.
- Portugal: Oberster Vertreter des portugiesischen Königs in der Zeit der Entdeckungen und danach in der Kolonialzeit (bis 1999, Macau) vor allem in Asien (Sitz: Goa, Indien) des sogenannten „Estado da India“ sowie als Oberster Vertreter des Königs in Portugiesisch-Amerika bzw. Brasilien. In beiden Fällen wechselten die Generalgouverneure sich mit Vizekönigen ab. Im Falle Portugals war die Einsetzung von zwei Generalgouverneuren der Beweis der Macht Portugals, dass es, als eine der kleinsten Kolonialmächte der Welt, immerhin für zwei riesige Gebiete Generalgouverneure stellen konnte.
- Preußen: im Zustand der drohenden Kriegsgefahr oder im Kriegszustand ernannt, hatte er die Leitung der gesamten militärischen und politischen Verwaltung einer vom Feind bedrohten Provinz inne, wie auch die eines eroberten feindlichen Territoriums.
- Russland:
  - Russisches Kaiserreich: der oberste Beamte einer Provinz oder auch der Vorgesetzte von mehreren Provinzgouverneuren
  - Russische Föderation: als bevollmächtigter Vertreter des Präsidenten Leiter eines der acht Föderationskreise
- Schweden: Das Königreich Schweden ließ das zu Schweden gehörende Pommern, später Schwedisch-Vorpommern (mit Stralsund und der Insel Rügen) durch Generalgouverneure verwalten.
 Diese sind im Artikel Liste der schwedischen Statthalter in Pommern aufgelistet.